# Саво Радановић
Саво Радановић (Требиње, 28. фебруар 2009) српски је фудбалски голман који тренутно наступа за Црвену звезду.

## Каријера
Радановић је фудбалом почео да се бави у школи локалног Леотара у родном Требињу. Од 2024. постао је члан млађих категорија Црвене звезде. Исте године је током летњих припрема тренирао с првим тимом. Наредну сезону започео је као чувар мреже кадетске екипе под вођством Александра Линте. Како је тадашњи голман омладинске екипе, Вук Драшкић, више пута био у протоколу на сусретима Лиге шампиона за такмичарску 2024/25, Радановић је добио прилику да брани за старију генерацију код тренера Ненада Милијаша. Дебитовао је у трећем колу УЕФА Лиге младих, када је Црвена звезда одиграла 1 : 1 са омладинском екипом Монака. Радановић је потом потписао први професионални уговор с Црвеном звездом, а крајем године је и награђен као најбољи фудбалер клуба у узрасту млађих кадета. Током зимских припрема добио је прилику да наступи и за први тим ком је прикључен у наставку сезоне. У Суперлиги Србије дебитовао је 2. марта 2025. године, у победи од 4 : 0 над ИМТ-ом, два дана након свог шеснаестог рођендана. Тиме је постао најмлађи фудбалер који је званично наступио у том такмичењу и најмлађи играч у историји клуба. До краја такмичарске сезоне седео је на клупи за резерве у 4. колу доигравања, против ТСЦ-а, а други наступ забележио је на затварању против лучанске Младости. По доласку Милоша Вељковића који је задужио дрес с бројем 13, Радановић је током лета 2025. променио број.

## Репрезентација
Прошавши селективна окупљања, Радановић је добио позив у пионирску репрезентацију Босне и Херцеговине. Бранио је на Међународном меморијалном турниру „Јосип Каталински-Шкија“ 2023. године, који је екипа БИХ до 15 година старости отворила победом над селекцијом Челика одговарајућег узраста. По окончању турнира, репрезентација Босне и Херцеговине проглашена је његовим победником. Радановић је у ту селекцију позиван до краја исте календарске године те је наступио и на Развојном турниру УЕФА одржаном у Талину. У септембру 2024. позван је на окупљање кадетске репрезентације те државе. Међутим, на почетку квалификационог циклуса утакмица за Европско првенство, почетком новембра, одазвао се позиву селектора кадетске репрезентације Србије, Радослава Батака. Том приликом је и дебитовао, наступивши на сусретима са селекцијама Бугарске и Турске. Бранио је на све три утакмице елит рунде квалификација током марта 2025. године после које је репрезентација Србије остала без пласмана на завршни турнир. Почетком априла исте године, Радановић је добио позив селектора репрезентације у узрасту до 16 година старости, Игора Матића. Ту екипу је као капитен предводио на Меморијалном турниру „Миљан Миљанић”, а по његовом завршетку изабран је за најбољег голмана.

## Статистика

### Клупска
Ажурирано 9. јун 2025.
|               |          |                  |   |   |   |   |   |   |   |   |   |   |  |  |
| Црвена звезда | 2024/25. | Суперлига Србије | 2 | 0 | 0 | 0 | — | — | — | — | 2 | 0 |  |  |
| Црвена звезда | 2025/26. | Суперлига Србије | 0 | 0 | 0 | 0 | 0 | 0 | — | — | 0 | 0 |  |  |
| Црвена звезда | Укупно   | Укупно           | 2 | 0 | 0 | 0 | 0 | 0 | — | — | 2 | 0 |  |  |
|               |          |                  |   |   |   |   |   |   |   |   |   |   |  |  |
| Каријера      | Каријера | Каријера         | 2 | 0 | 0 | 0 | 0 | 0 | — | — | 2 | 0 |  |  |
|               |          |                  |   |   |   |   |   |   |   |   |   |   |  |  |

### Утакмице у дресу репрезентације
| 1. | 24. мај 2023.                                                            | Меморијални турнир „Јосип Каталински-Шкија“                              | Тренинг центaр ФС БиХ, Зеница                                            | Босна и Херцеговина                                                      | 1 : 1                                                                    | Албанија                                                                 | [ 36 ] |
| 2. | 26. мај 2023.                                                            | Меморијални турнир „Јосип Каталински-Шкија“                              | Тренинг центaр ФС БиХ, Зеница                                            | Босна и Херцеговина                                                      | 2 : 0                                                                    | Црна Гора                                                                | [ 24 ] |
| 3. | 22. август 2023.                                                         | Развојни турнир УЕФА                                                     | Талин                                                                    | Азербејџан                                                               | 0 : 0                                                                    | Босна и Херцеговина                                                      | [ 37 ] |
| 4. | 24. август 2023.                                                         | Развојни турнир УЕФА                                                     | TNTK стадион, Талин                                                      | Молдавија                                                                | 1 : 1                                                                    | Босна и Херцеговина                                                      | [ 38 ] |
| 4  | Укупан број утакмица, постигнутих погодака и минута проведених на терену | Укупан број утакмица, постигнутих погодака и минута проведених на терену | Укупан број утакмица, постигнутих погодака и минута проведених на терену | Укупан број утакмица, постигнутих погодака и минута проведених на терену | Укупан број утакмица, постигнутих погодака и минута проведених на терену | Укупан број утакмица, постигнутих погодака и минута проведених на терену |        |

| 1. | 8. април 2025.                                                           | Меморијални турнир „Миљан Миљанић”                                       | Кућа фудбала, Стара Пазова                                               | Србија                                                                   | 2 : 0                                                                    | Северна Македонија                                                       | [ 39 ] |
| 2. | 10. април 2025.                                                          | Меморијални турнир „Миљан Миљанић”                                       | Кућа фудбала, Стара Пазова                                               | Србија                                                                   | 1 : 1                                                                    | Црна Гора                                                                | [ 40 ] |
| 2  | Укупан број утакмица, постигнутих погодака и минута проведених на терену | Укупан број утакмица, постигнутих погодака и минута проведених на терену | Укупан број утакмица, постигнутих погодака и минута проведених на терену | Укупан број утакмица, постигнутих погодака и минута проведених на терену | Укупан број утакмица, постигнутих погодака и минута проведених на терену | Укупан број утакмица, постигнутих погодака и минута проведених на терену |        |

| 1. | 1. новембар 2024.                                                        | Квалификације за Европско првенство                                      | Кућа фудбала, Стара Пазова                                               | Бугарска                                                                 | 0 : 2                                                                    | Србија                                                                   | [ 41 ] |
| 2. | 7. новембар 2024.                                                        | Квалификације за Европско првенство                                      | Кућа фудбала, Стара Пазова                                               | Србија                                                                   | 1 : 1                                                                    | Турска                                                                   | [ 42 ] |
| 3. | 6. март 2025.                                                            | Пријатељска утакмица                                                     | Кућа фудбала, Стара Пазова                                               | Србија                                                                   | 4 : 2                                                                    | Словенија                                                                | [ 43 ] |
| 4. | 19. март 2025.                                                           | Квалификације за Европско првенство                                      | Гимараис                                                                 | Холандија                                                                | 0 : 1                                                                    | Србија                                                                   | [ 44 ] |
| 5. | 22. март 2025.                                                           | Квалификације за Европско првенство                                      | Тренинг центар, Барселос                                                 | Србија                                                                   | 1 : 1                                                                    | Мађарска                                                                 | [ 45 ] |
| 6. | 25. март 2025.                                                           | Квалификације за Европско првенство                                      | Барселос                                                                 | Србија                                                                   | 1 : 3                                                                    | Португалија                                                              | [ 30 ] |
| 6  | Укупан број утакмица, постигнутих погодака и минута проведених на терену | Укупан број утакмица, постигнутих погодака и минута проведених на терену | Укупан број утакмица, постигнутих погодака и минута проведених на терену | Укупан број утакмица, постигнутих погодака и минута проведених на терену | Укупан број утакмица, постигнутих погодака и минута проведених на терену | Укупан број утакмица, постигнутих погодака и минута проведених на терену |        |

## Трофеји, награде и признања
Црвена звезда
- Суперлига Србије : 2024/25.[46]